# Sermiligaaq
Sermiligaaq (ortografia antiga: Sermiligâq) é um assentamento no município de Sermersooq, no sudeste da Gronelândia. Tinha 222 habitantes em 2010.

## População
A população de Sermiligaaq tem vindo a aumentar lentamente, ao contrário das localidades vizinhas: Kuummiit e Kulusuk.
Em 2010, possuía 222 pessoas.